# Dicranomyia shinanoensis
Dicranomyia shinanoensis là một loài ruồi trong họ Limoniidae. Chúng phân bố ở miền Cổ bắc.